# Lötz (Scheidegg)
Lötz (westallgäuerisch: auf də Lets) ist ein Gemeindeteil der Marktgemeinde Scheidegg im bayerisch-schwäbischen Landkreis Lindau (Bodensee).

## Geographie
Die Einöde liegt circa 1,8 Kilometer nordwestlich des Hauptorts Scheidegg und zählt zur Region Westallgäu. Südlich der Ortschaft verläuft die Queralpenstraße B 308 am Naturschutzgebiet Rohrachschlucht. Lötz liegt zwischen Westkinberg in der Gemeinde Sigmarszell und Ostkinberg.

## Ortsname
Der Ortsname geht auf das mittelhochdeutsche Wort letze für Wachposten, Grenzbefestigung zurück und bedeutet somit (Siedlung am) Wachtposten. Der ebenso genannte Name Kunckellehen setzt sich aus dem frühneuhochdeutschen Wort lehen für geliehenes Gut, Leihgabe sowie dem Familiennamen Kunkel zusammen und bedeutet geliehenes Gut des Kunkel.

## Geschichte
In der Zeit der Appenzellerkriege soll sich im heutigen Ort eine Letze befunden haben. Der Ort wird erstmals urkundlich im Jahr 1505 mit guot Kunckellehen genant Letz erwähnt. 1771 fand die Vereinödung des Orts mit drei Teilnehmern statt. 1776 wurde Lötz von Niederstaufen nach Scheidegg umgepfarrt. Lötz gehörte einst zum Gericht Kellhöfe in der Grafschaft Bregenz.